# Lincoln County Regulators
Die Regulatoren (englisch Regulators) waren eine Gruppe von Cowboys und Outlaws, die im Jahr 1878 eine wichtige Fraktion im sogenannten Lincoln-County-Rinderkrieg (Lincoln County, New Mexico) darstellte. Berühmtestes Mitglied der Regulatoren war der heute legendäre Revolverheld Billy the Kid.

## Formierung
Die Regulatoren rekrutierten sich hauptsächlich aus Cowboys von der Ranch John Tunstalls, der am 17. Februar 1878 von Outlaws seines Konkurrenten Lawrence Murphy ermordet wurde. Die Tunstall-Cowboys formierten sich darauf zu den Regulatoren und begannen eine Vendetta gegen die Fraktion von Lawrence Murphy und dessen Partner James Dolan († 1898). Verstärkt wurden sie dabei von Cowboys anderer Rancher, wie zum Beispiel John Chisum, oder auch von Outlaws aus Mexiko. Ihre Gegner bei der Murphy-Dolan-Gruppe waren die Jesse-Evans-Gang, die John-Kinney-Gang und die Seven-Rivers-Warriors. Weiterhin sahen sie sich auch den offiziellen Gesetzeshütern, die der Murphy-Dolan-Gruppe nahestanden, sowie zuletzt der US Army gegenüber.
Der Konflikt mündete in der „Schlacht von Lincoln“ (15. bis 19. Juli 1878), in welcher der Geschäftspartner und Anwalt John Tunstalls, Alexander McSween, getötet wurde. Nachdem noch im selben Jahr Lawrence Murphy gestorben war, endete der Krieg und die Regulatoren lösten sich faktisch auf. Eine kleinere Gruppe um Billy the Kid machte danach noch einige Jahre New Mexico als Viehdiebe und Outlaws unsicher, bis Kid schließlich 1881 von Pat Garrett erschossen wurde.

### Anführer
| Anführer                     | Von              | Bis            | Anmerkungen      |
| ---------------------------- | ---------------- | -------------- | ---------------- |
| Richard 'Dick' Brewer        | 17. Februar 1878 | 4. April 1878  | wurde erschossen |
| Frank McNab                  | 4. April 1878    | 29. April 1878 | wurde erschossen |
| Josiah Gordon 'Doc' Scurlock | 29. April 1878   | 19. Juli 1878  | starb 1929       |

### Bekannte Mitglieder
- William H. Bonney/Henry McCarty ('Billy the Kid'): † 1881 erschossen
- Jose Chavez y Chavez: † 1924
- Tom O’Folliard: † 1880 erschossen
- Charles 'Charlie' Bowdre: † 1880 erschossen
- William McCloskey: † 1878 erschossen
- James Albert 'Ab' Saunders: † 1883
- John Middleton: † ?
- Jim French: † ?
- Frederick 'Dash' Waite: † 1895, wurde Generalstaatsanwalt der Chickasaw-Nation
- Henry Newton Brown: † 1884, wurde City-Marshal von Caldwell, Kansas
- Benjamin Franklin 'Frank' Coe: † 1931, Cousin von George Coe
- George Washington Coe: † 1941, Cousin von Frank Coe, letzter überlebender Regulator
- Steven 'Dirty Steve' Stephens: † ?
- John Scroggins: † ?
- Ignacio Gonzales: † ?
- Yginio Salazar: † 1936, mit 15 Jahren der jüngste Regulator
- Vincente Romero: † 1878 erschossen
- Fernando Herrera: † ? Schwiegervater von Doc Scurlock
- Robert 'the dog feeder' Widenmann; † 1930, deutschstämmiger Regulator, zog Tunstalls Hund auf

Die Bande um Billy the Kid in den Jahren nach der Schlacht von Lincoln bis zu seinem Tod (1878–1881):
- William H. Bonney/Henry McCarty ('Billy the Kid'): † 1881 erschossen
- Tom O’Folliard: † 1880 erschossen
- Charles 'Charlie' Bowdre: † 1880 erschossen
- Billy Wilson: † ?
- Dave Rudabaugh: † 1886 in Mexiko erschossen und enthauptet

## Zeitleiste der wichtigsten Ereignisse
- 17. Januar 1878: John Tunstall wird von Mitgliedern der Jesse-Evans-Gang erschossen, darauf formieren sich seine Cowboys zu den Regulatoren.
- 6. März 1878: William Scott 'Buck' Morton und Frank Baker werden von den Regulatoren ermordet. Beide waren Mitglieder der Jesse-Evans-Gang und am Mord an Tunstall beteiligt. Noch am selben Tag wird der Regulator William McCloskey von Frank McNab erschossen, da er verdächtigt wurde, ein Murphy-Spitzel zu sein.
- 1. April 1878: Die Regulatoren McNab, Middleton, Waite, Brown und Kid erschießen auf der Hauptstraße von Lincoln den Sheriff William J. Brady und dessen Deputy George W. Hindman. Beide Opfer galten als von der Murphy-Dolan-Gruppe korrumpiert.
- 4. April 1878, Schießerei von Blazer's Mills: Brewer, Kid, Bowdre, Scurlock, McNab, Stephens, die Coes, Middleton, French, Brown, Waite, Scroggins und Gonzalez liefern sich eine Schießerei mit Buckshot Roberts. Brewer wird dabei erschossen und Scurlock verletzt, McNab übernimmt die Führung. Buckshot Roberts selbst erliegt einen Tag später seinen Verwundungen, die ihm Bowdre zugefügt hatte.
- 18. April 1878: George Coe erschießt Charles 'Dutch Charlie' Kruling aus einer Entfernung von etwa 400 Meter mit einer Sharps Rifle.
- 29. April 1878: Frank McNab wird auf der Charlie-Fritz-Ranch von Sheriff George Peppin und Mitgliedern der Jesse-Evans-Gang erschossen, 'Ab' Saunders wird verwundet und zusammen mit Frank Coe gefangen genommen. 'Doc' Scurlock übernimmt die Führung.
- 30. April 1878: Die Seven-Rivers-Outlaws Charles Marshall, Tom Green, Jim Patterson und John Galvin werden von Regulatoren erschossen.
- 15. Mai 1878: Regulatoren erschießen den Jesse-Evans-Outlaw und McNab-Mörder Manuel 'Indian' Segovia.
- 16. Juli 1878, Schlacht von Lincoln: Charlie Crawford (Seven-Rivers-Outlaw) wird von Fernando Herrera erschossen.
- 17. Juli 1878, Schlacht von Lincoln: Robert 'Bob' Beckwith (Seven-Rivers-Outlaw und Tunstall-Mörder) wird erschossen.
- 19. Juli 1878, Schlacht von Lincoln: Vincente Romero (Regulator) und Alexander McSween werden erschossen.
- 20. Oktober 1878: Lawrence G. Murphy stirbt an Krebs.

Auflösung der Regulatoren nach der Schlacht von Lincoln.
- 10. Januar 1880: Billy the Kid erschießt den Kopfgeldjäger Joe 'Texas Red' Grant
- 27. November 1880: Billy the Kid, Dave Rudabaugh und Billy Wilson erschießen den Deputy James Carlyle.
- 19. Dezember 1880: Tom O’Folliard wird von Pat Garrett in Fort Sumner erschossen.
- 23. Dezember 1880: Charlie Bowdre wird von Pat Garrett in Stinking Springs erschossen. Wenige Tage später stellt sich Kid seinen Verfolgern.
- 28. April 1881: Bei seinem Ausbruch aus dem Gefängnis von Lincoln erschießt Kid die Deputys James Marshall Bell und Ameredith R. B. Olinger.
- 14. Juli 1881: Billy the Kid wird von Pat Garrett in Fort Sumner erschossen.